# Копице (Опольское воеводство)
Копи́це (пол.  Kopice, нем. Koppitz, Schwarzengrund (1936—1946)) — село в Польше в гмине Гродкув Бжегского повета Опольского воеводства.

## География
Село находится в 8 км от административного центра гмины города Гродкув, 25 км от административного центра повета города Бжег и 34 км от административного центра воеводства Ополе. Через село проходит дорога № 385.

## История
Первые упоминания о селе относятся к началу XIV века. Сочинение «Liber fundationis episcopatus Vratislaviensis», издания 1305 года, упоминает о селе под наименованием «villa Copitz». В это время село входило в состав Вроцлавского княжества, с 1311 года оно входило в Бжегское княжество. C 1342 года село было владением богемской короны.
После Первой силезской войны село в 1742 году вошло в состав Пруссии.
До 1936 года село называлось немецким наименованием Коппиц. В 1936 году село было переименовано в Шварцегрунд. В 1946 года село было переименовано в Копице.
C 1945 по 1954 год Копице было центром одноимённой гмины. В 1975—1998 годах село входило в Опольское воеводство.

## Достопримечательности
- Памятники культуры Опольского воеводства[3]:
  - Церковь Воздвижения Креста Господня;
  - Дворцовый комплекс XIX века;
  - Дворец XVIII века;
  - Мавзолей рода Шаффготш;
- В административных границах села находится заповедник «Дембина».

## Галерея

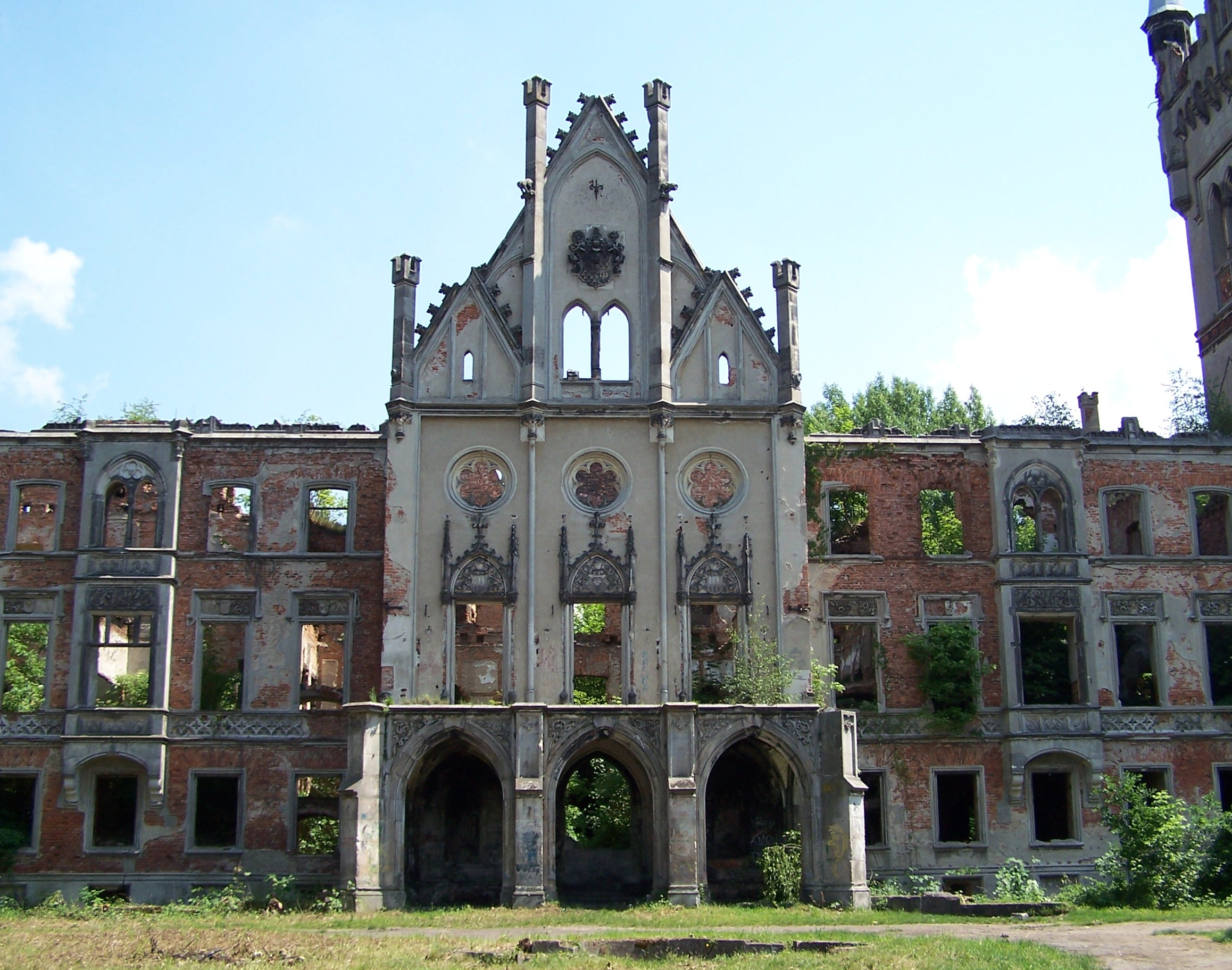
Замок Коппитц
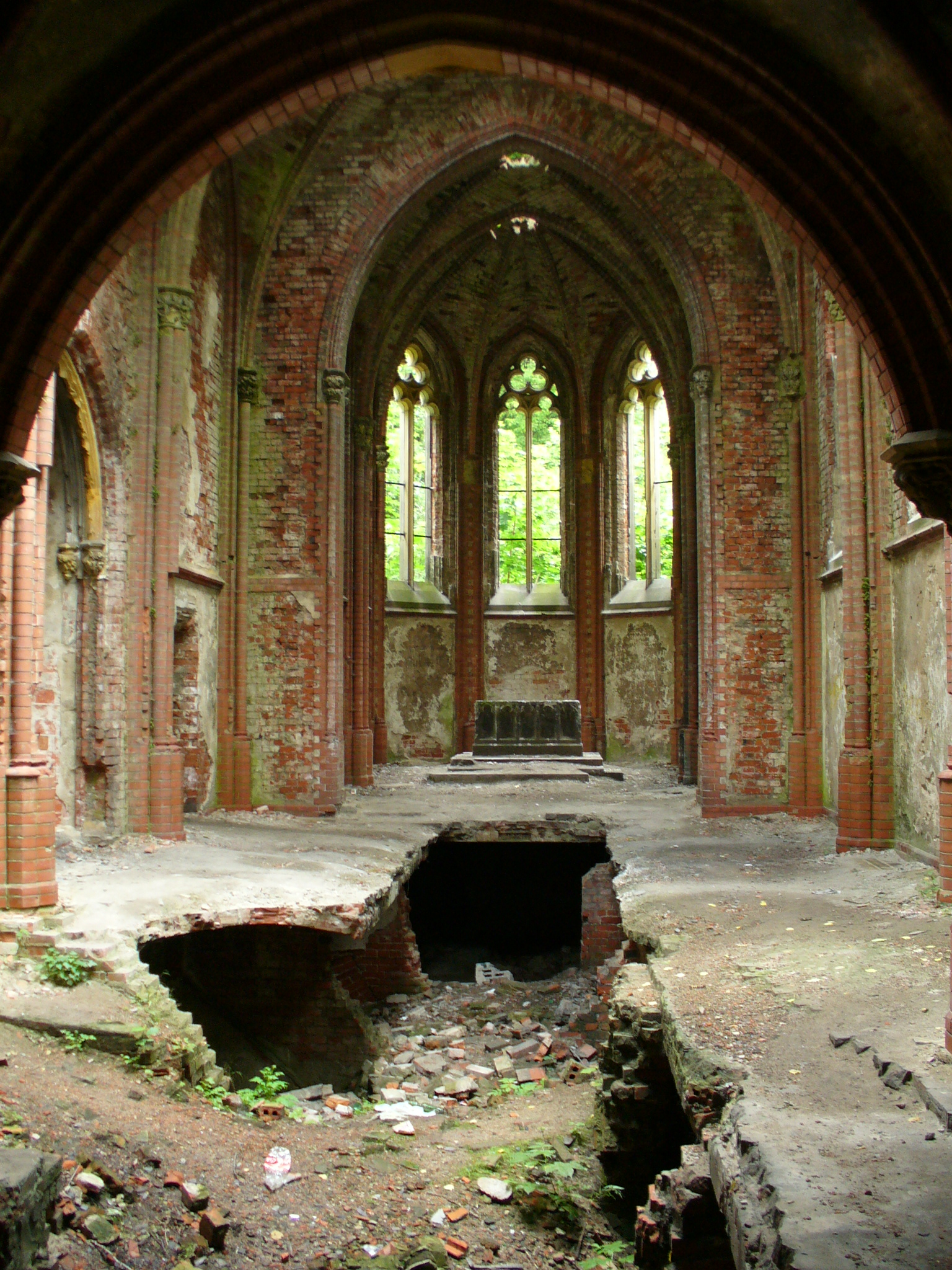
Часовня во дворце
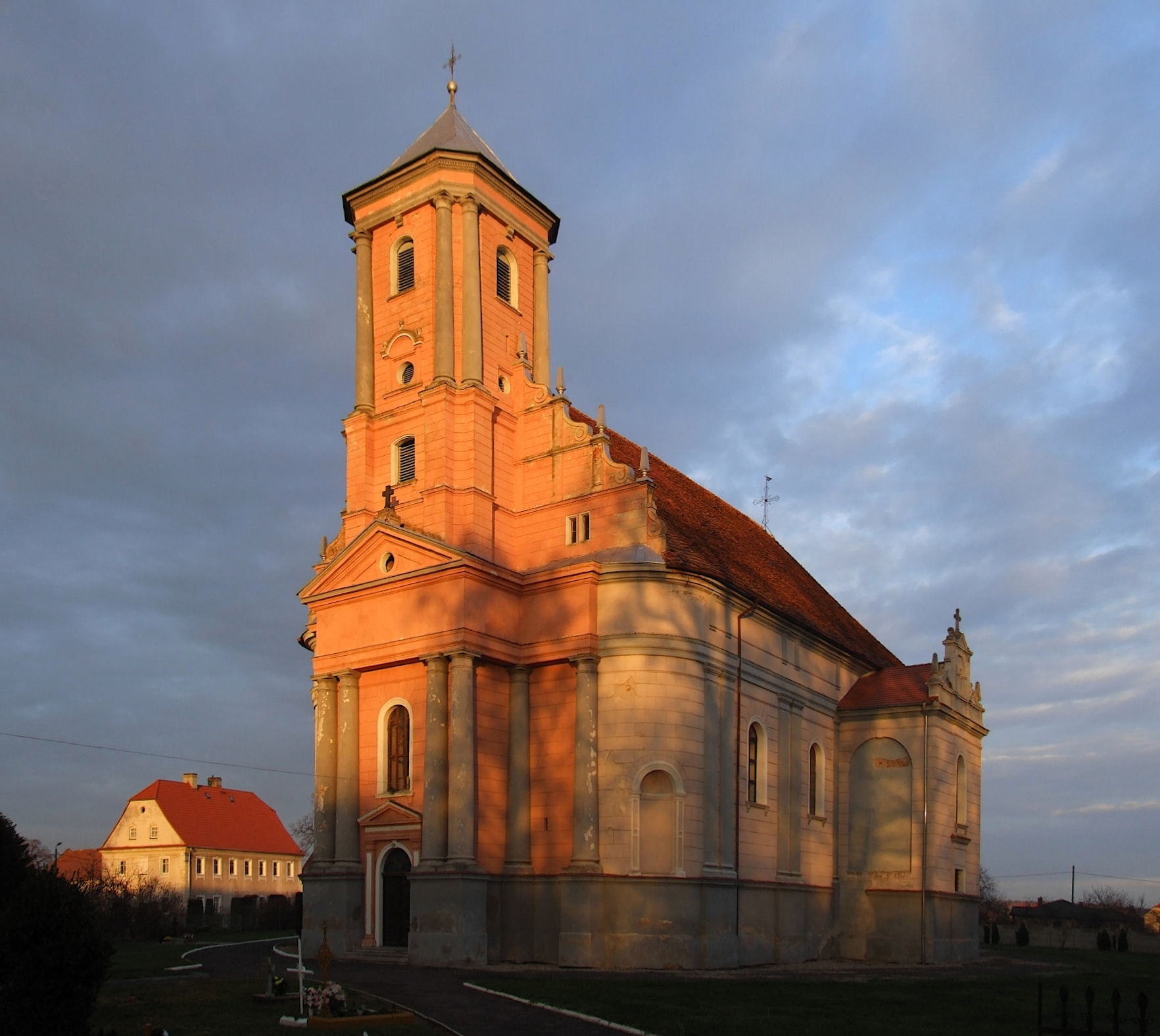
Церковь Воздвижения Креста Господня
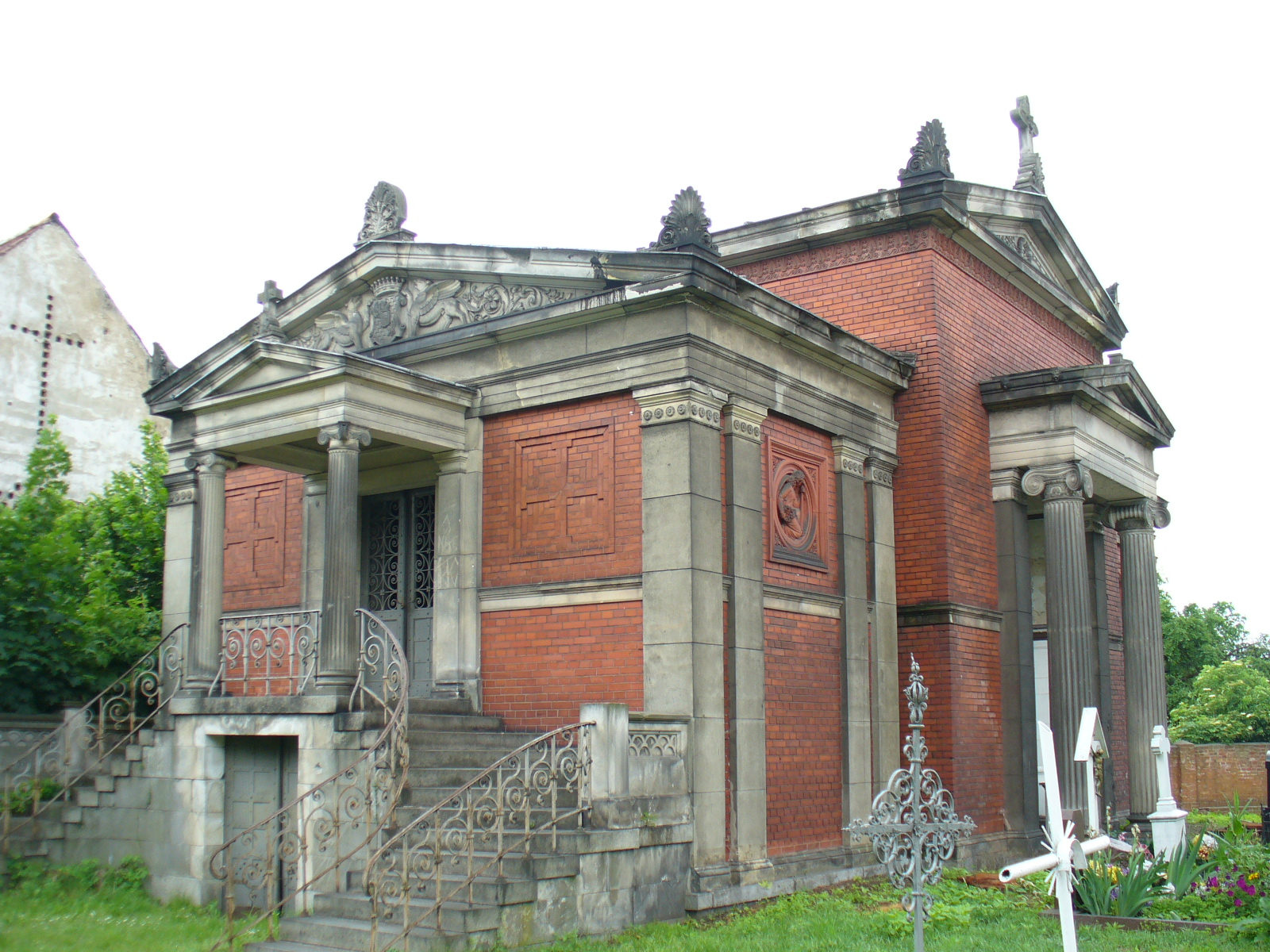
Мавзолей рода Шаффгоч